# Stade S.-Darius-et-S.-Girėnas
Le stade S.-Darius-et-S.-Girėnas, en lituanien S. Dariaus ir S. Girėno stadionas, est un stade d'athlétisme et de football lituanien situé à Kaunas.
Ce stade de 15 300 places accueille les matches à domicile du FK Kauno Žalgiris, club évoluant en première division lituanienne ainsi que ceux de l'équipe de Lituanie de football.

## Histoire
L'équipe de France de football y a joué lors des éliminatoires de l'Euro 2008 et de la Coupe de monde 2010.